# Pterocactus hickenii
Pterocactus hickenii és una espècie que pertany a la família de les cactàcies (Cactaceae).

## Descripció
Pterocactus hickenii creix amb nombroses tiges esfèriques a cilíndriques. Fan de 2 a 5 cm de llarg i fins a 1,0 cm de diàmetre i estan cobertes de nombrosos gloquidis. Les espines en forma d'agulla, rectes, rígides, de color marronós a negre i de vegades groguencs i fan d'1 a 2 cm de llarg. Les arrels són tuberoses i consten de diversos segments connectats per parts més fines.
Les flors terminals són groguenques amb una vora rosa , tenen una base en forma de tija i fan fins a 3 cm de llarg i gran diàmetre.

## Distribució
Pterocactus hickenii està molt estès al sud de l'Argentina a les províncies de Chubut i Santa Cruz i al sud de Xile a la regió d'Aysén a altituds de fins a 500 metres.

## Taxonomia
Pterocactus hickenii va ser descrita per Britton & Rose i publicat a The Cactaceae; descriptions and illustrations of plants of the cactus family 1: 31, f, 31–32, a l'any 1919.
Etimologia
Pterocactus: nom genèric que deriva de les paraules gregues: "πτερόν" (pteron), que significa "ales", i fa referència a les llavors alades que són típiques del gènere i úniques dins de la família dels cactus.
hickenii: epítet atorgat en honor al col·leccionista de cactus argentí Barkev Gonjian.